# Pylartes subcostalis
Pylartes subcostalis is een vlinder van de familie van de grasmotten (Crambidae). De wetenschappelijke naam van deze soort is voor het eerst voorgesteld door Francis Walker in een publicatie uit 1863.
De soort komt voor in Maleisië (Sarawak).